# 湯向温泉

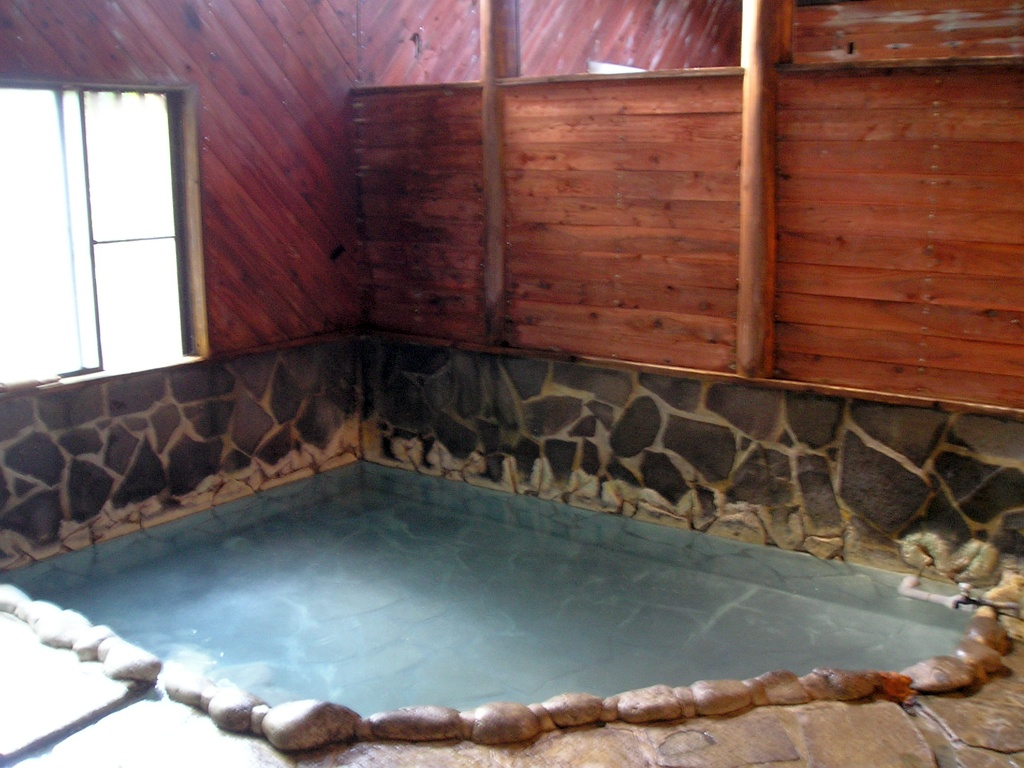
内部の様子（旧施設）

湯向温泉（ゆむぎおんせん）は、鹿児島県の口永良部島にある温泉。
共同浴場は2023年7月に移転オープンしたが、2023年末現在、温泉供給の問題から利用できない。

## 泉質
- 含硫黄泉・ナトリウム・カルシウム塩化物泉

## 温泉街
- 集落内に共同浴場が1軒、民宿が2軒ある。

## 交通
- 自動車 - 口永良部漁港より約35分。